# Дамьяновский, Дарко
Дарко Дамьяновский (макед. Дарко Дамјаноски; 15 июля 1981, Гостивар, СР Македония) — македонский биатлонист и лыжник, участник двух зимних Олимпийских игр, двух биатлонных чемпионатов мира и двух лыжных.

## Карьера

### Лыжные гонки
До своего первого старта на высшем уровне, который случился на Олимпийских играх 2006 года в Турине, единственными его официальными стартами на международном уровне были выступления в Альпийском кубке 2005/06, где он четырежды не попадал в первую сотню лучших по итогам гонки и один раз, 21 января, во французском Тенанже стал 70-м в гонке свободным стилем на 15 км.
На Олимпийских играх 2006 года Дарко принял участие только в гонке на 15 км классическим стилем, где финишировав 84-м, уступил победителю Андрусу Веэрпалу из Эстонии более 10 минут. После Олимпийского дебюта вплоть до чемпионата мира 2007 года не принимал участия в крупных соревнованиях, участвуя лишь в Альпийском и Балканском кубках. На самом чемпионате мира, который прошёл в Саппоро, македонец снова принял участие только в одной гонке на 15 км, где свободным стилем показал 96-й результат, проиграв норвежцу Ларсу Бергеру, занявшему первое место, более 7 минут. Македонец провёл по гонке и на двух следующих больших турнирах: на чемпионате мира 2009 года в Либереце он отстал на круг от лидеров в скиатлоне, а на Олимпийских играх 2010 года в Ванкувере занял 85-е место в коньковой гонке на 15 км.
В дальнейшем Дамьяновский не перешёл в состав участников Кубка мира. Он безуспешно выступает на чемпионатах мира среди военных и Всемирных военно-спортивных играх, продолжает выступления в региональных Кубках Европы, причём на этапах Балканского кубка он неоднократно становился победителем и призёром гонок. На чемпионате Македонии 2008 года выиграл «серебро» в гонке на 5 км свободным стилем.

### Биатлон
Дамьяновский выступает в биатлоне на международном уровне с сезона 2005/06, когда он начал соревноваться в Кубке Европы, однако попасть в первую сотню в гонках этого турнирах ему удалось лишь в сезоне 2007/08, когда он, допустив 12 промахов, стал 96-м в индивидуальной гонке на этапе в австрийском Обертиллиахе. Немного лучшими оказались его позиции на чемпионате Европы 2008 года, где он стал 75-м в индивидуальной гонке и 78-м в спринте, однако это связано с меньшим количеством участников.
В сезоне 2008/09 Дарко дебютировал в Кубке мира: в спринтерской гонке в Оберхофе он стал последним, уступив победителю россиянину Максиму Чудову чуть менее 7 минут. А через неделю в Рупольдинге в аналогичной гонке он опустился ещё на строчку ниже, став 113-м, однако оставив при этом за собой ещё шесть спортсменов. Также ему довелось участвовать на чемпионате мира 2009 года в Пхёнчхане, где им были показаны 96-й результат в индивидуальной гонке и 97-й — в спринтерской. Ещё хуже были его результаты на чемпионате мира 2011 года в Ханты-Мансийске, когда он стал 116-м и в спринте, и в индивидуальной гонке.
Следующий международный старт в биатлоне он сделал лишь на следующем чемпионате мира в Рупольдинге, где стал 122-м в спринте и 108-м в индивидуальной гонке.